# 감염
감염(感染, 영어: infection)은 질병을 일으킬 수 있는 병원체가 숙주에 침투하여, 병원체의 증식을 진행하는 과정을 가리킨다. 감염된 숙주에서 병원체에 의해 독성 물질들이 발현되어 숙주의 방어 기제로 나타난 발열이나 기침 등은 감염 증상에 해당한다. 감염병은 면역 체계가 약화되어 있거나 병원체의 독성이 강한 경우, 또는 대량의 병원체에 노출된 경우 인체의 면역 체계가 제 기능을 못하게 되고 감염 증상을 보이게 된다.
감염의 원인은 다음과 같은 것들이 있다.
- 바이러스와 바이로이드 혹은 프리온
- 박테리아
- 곰팡이
  - 칸디다(Candida)같은 효모, 아스페르길루스 니제르, 뉴모시스티스(Pneumocystis) 같은 사상균 및 피부병을 일으키는 자낭균류[1]
  - 인간 병원성 크립토코쿠스(Cryptocoiccus)를 포함한 바시디오미코타(Basidiomycota)
- 기생충[2]
  - 단세포 유기체(예: 말라리아, 톡소포자충, 베이비시아)
  - 거대기생충 - 회충, 선충류, 촌충
- 진드기, 벼룩, 이 같은 절지 동물은 바이러스 감염과 유사한 질병을 유발할 수 있지만, 이러한 동물에 의한 침투는 체내 침입이라고 부른다.

숙주는 선천적으로 동작하는 면역 체계를 작동시켜 감염과 싸울 수 있다. 포유류의 숙주는 이 과정 중에 염증이 생겨 감염에 반응한다.
항체나, 항바이러스제, 항진균제, 항원충제, 구충제 등이 치료약으로 사용된다. 2013년 통계에 의하면, 감염병 사망자는 920만명에 이른다. (전체 사망자의 17%에 해당)

## 징후와 증상
징후와 증상은 질병의 종류에 따라서 차이가 있다. 특정 징후는 몸 전체에 나타나기도 한다.
- 급격한 피로가 찾아온다.
- 식욕이 감소한다.
- 몸무게가 급격히 감소한다.
- 약하거나 심한 발열이 찾아온다.
- 밤에 땀을 많이 흘리고 냉기가 찾아온다.
- 원인 불명의 고통을 느낀다.
- 붉은 반점이 나타나기도 한다
- 재채기나 콧물이 지속적으로 나온다.

### 박테리아성 혹은 바이러스성
박테리아성 감염이나 바이러스성 감염은 유사한 증상을 가지고 있다. 특정 증상으로 쉽게 구분할 수 없다. 두 가지 병원균을 구분하는 것이 중요한데, 박테리아성 감염은 항생제로 치료가 되지만, 바이러스성 감염은 항생제로 치료가 되지 않는다.

## 예방

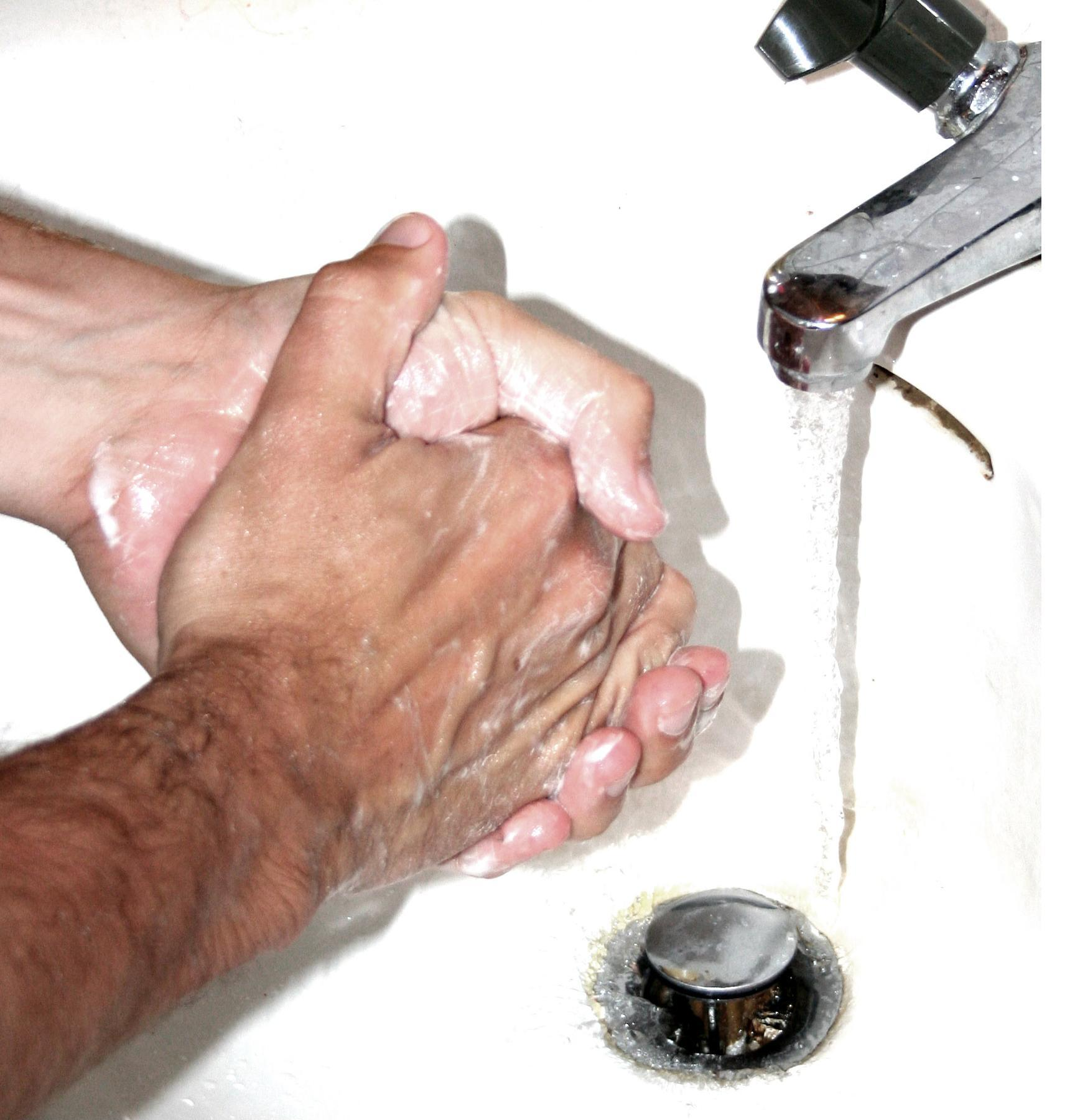
손을 자주 씻는 것은 위생학의 관점에서 보면, 감염병을 예방하는 가장 효과적인 방법이다.

가장 기본적인 예방 방법은 손을 자주 씻고, 겉옷을 입고 마스크를 써서 숙주간 병원균의 이동을 막는 것이 중요하다. 무균 기술은 19세기 후반 의학 및 수술에 도입되었으며, 수술시 감염으로 인한 사고를 크게 줄였다. 특히 자주 손을 씻는 것이 감염 예방에서는 가장 중요하다. 불법적인 약물 사용을 피하고, 장갑을 착용하고, 균형잡힌 식이 요법과 규칙적인 운동으로 건강한 생활 습관을 유지하여 면역력을 높이는 방법의 예방법이 있다. 특히 음식을 먹을 때 오래 방치된 음식을 피하고, 잘 익혀서 먹는 것이 중요하다.
인플루엔자, MERS CoV와 같은 일부 감염병은 백신으로 예방할 수 있다. 사하라 이남의 아프리카를 여행하고자 할 때에는 말라리아와 같은 감염병에 대한 예방 치료를 받아야 한다.

## 같이 보기
- 감염병
- 슈퍼전파자
- 원내감염(HAI)
- 감염률(영어판)
- 감염병의 수학적 모델링(영어판)
- 지역사회 감염(community-acquired infection, community-associated infection)
- 사회적 거리두기(물리적 거리두기)
- 집단 면역
- 바이러스
- 염증
- 포괄간호서비스제도(comprehensive nPIR)
- 중동호흡기증후군(MERS)
  - 2015년 대한민국 중동호흡기증후군 유행
- 코로나19 범유행
- 중증급성호흡기증후군(SARS)
- 에볼라 출혈열(EVD)
- 폐렴
  - 마이코플라즈마 폐렴
- 대한민국 보건복지부
  - 질병관리본부(KCDC)
- 임계전이(臨界轉移, Critical Transition)
- 계산역학(計算疫學, en:Computational epidemiology)
- 《수학자가 알려주는 전염의 원리(The Rule of Contagion)》(2020), 애덤 쿠차르스키